# Trauma (film, 1993)
Pour les articles homonymes, voir Trauma.
Pour plus de détails, voir Fiche technique et Distribution.
Trauma est un giallo italo-américain réalisé par Dario Argento et sorti en 1993. Le film est scénarisé par le réalisateur avec T.E.D. Klein d'après un récit écrit à six mains avec Franco Ferrini et Gianni Romoli. Pour la première fois, Argento travaille avec sa fille Asia, qui avait déjà joué dans deux films produits par son père, Démons 2 (1986) et Sanctuaire (1989).
Le film suit Aura Petrescu, jeune anorexique d'origine roumaine, qui prend la fuite après avoir assisté à la décapitation de ses parents lors d'une séance de spiritisme. Elle se réfugie alors auprès de David Parsons, un dessinateur employé par une station de télé locale. Ils enquêtent sur le tueur en série qui les prend en chasse.
Il est considéré par certains comme un simple remake américain des Frissons de l'angoisse (1975), Argento exportant aux États-Unis les règles classiques du giallo à l'italienne (une succession de meurtres, le protagoniste qui s'improvise détective, le retournement final, la découverte du meurtrier et de son traumatisme refoulé). 

## Synopsis
Dans un cabinet médical, un médecin noir est attaqué par un mystérieux assassin qui le décapite avec un étrange outil en forme de marteau, muni d'un garrot métallique. Entre-temps, Aura Petrescu, une jeune New-Yorkaise, fille d'immigrés roumains, s'est échappée d'une clinique psychiatrique où ses parents l'avaient enfermée parce qu'elle souffrait d'anorexie mentale. Sauvée par un journaliste alors qu'elle tentait de se suicider en sautant d'un pont, elle est ramenée chez elle et subit alors les dures réprimandes de sa mère, une médium. Au cours de l'une de ses séances de spiritisme programmées le soir même, la femme semble entrer en contact avec l'esprit d'une personne qui vient de mourir après avoir été décapitée.
Dans une atmosphère de terreur, la femme quitte soudainement la maison et s'enfonce dans les bois voisins alors que la pluie tombe à verse, suivie de son mari. Ce dernier, après un moment, aperçoit le corps sans vie d'une femme et alors qu'il s'apprête à se baisser pour voir s'il s'agit de sa femme, il est lui aussi soudainement attaqué par derrière et subit le même sort. Pendant ce temps, Aura, enfermée dans sa chambre en guise de punition, après avoir vu ses parents s'enfuir ainsi, se jette à leur poursuite dans le jardin de la maison et aperçoit avec horreur une silhouette illuminée par un éclair tenant les têtes de ses parents, mais elle ne parvient pas à identifier son visage car la silhouette utilise les deux têtes pour le cacher.
Lorsque la police arrive, la fille s'enfuit. Le Dr Judd, son médecin, veut la retrouver et la ramener à la clinique. Peu après, Aura parvient à retrouver David et lui demande de l'aide. Il l'accueille chez lui et découvre que la jeune fille souffre d'anorexie. Pendant ce temps, un enfant voisin du meurtrier parvient à l'apercevoir par la fenêtre avec le garrot qu'il utilise pour décapiter ses victimes.
Grace, la petite amie de David, est agacée par la présence d'Aura et la dénonce à la clinique. David entre dans une colère noire et quitte Grace avec fracas. À la clinique, le Dr Judd, qui s'avère avoir été l'amant de la mère d'Aura, oblige la jeune fille à ingérer une baie rare qui agit sur le psychisme et débloque la mémoire pour tenter de comprendre ce qu'Aura a réellement vu la nuit du meurtre de ses parents. L'opération n'aboutit pas et la jeune fille est confiée aux soins de l'infirmière et enfermée dans une chambre de la clinique.
David se précipite entre-temps à la clinique, mais il est trop tard : le meurtrier assassine sauvagement l'infirmière dans une pièce où un patient âgé et aphone assiste, impuissant et choqué, à l'horrible meurtre. Pendant ce temps, Aura a réussi à se libérer du lit auquel elle était attachée et montre à David un trousseau de clés volé à l'infirmière avant son assassinat. Les initiales sur les clés les conduisent à un ancien dépôt où, en enquêtant sur le passé de l'infirmière, David et Aura trouvent une photo la montrant avec des collègues et un médecin dans une clinique, et reconnaissent que deux femmes sur la photo sont les victimes du chasseur de têtes. Le plan du meurtrier doit donc être une vengeance liée à une mystérieuse clinique.
Ils tentent d'entrer en contact avec une infirmière sur la photo : Linda Quirk. Quand ils la retrouvent, elle est effrayée, consciente de son passé et de ce qu'elle risque. Elle s'enfuit dans un hôtel où elle est assassinée avant que David et Aura parviennent à la rejoindre. Cependant, sa tête détachée de son torse a le temps de confier à David le nom du Dr Lloyd, le médecin de la photo, dernier membre vivant de cette équipe médicale. Aura et David, grâce à un symbole sur le sac à main de la victime dans la chambre, trouvent la clinique. Ils s'y rendent et font connaissance avec le Dr Lloyd, qui a fait faillite à la suite d'une mauvaise expérience dans la clinique et en est réduit à être un dealer. Malgré les tentatives de David pour lui demander des informations et lui proposer de l'aide, Lloyd ne veut pas en savoir plus sur l'affaire. Mais peu après, le chasseur de têtes le retrouve et le décapite lui aussi, cette fois non pas avec la machinerie habituelle (dont la corde s'accroche à la chaîne du cou du Dr Lloyd) mais grâce aux grilles de l'ascenseur où vit la pauvre victime.
Le soir même, chez David, le docteur Judd tente d'enlever la jeune Aura pour la ramener à la clinique. Mais dès que la police, qui recherchait David entre-temps, arrive, le docteur s'enfuit dans sa Cadillac. Judd est poursuivi par la police et, en forçant un barrage routier, il a un terrible accident dans lequel il perd la vie. Les têtes coupées sont retrouvées par la police dans le coffre de la Cadillac accidentée, ce qui l'amène à penser que l'affaire est définitivement close et que le meurtrier est le Dr Judd.
Pendant ce temps, Aura quitte la maison de David en laissant un mot disant qu'elle va rejoindre sa mère décédée. David, rongé par la culpabilité de ne pas avoir sauvé Aura, sombre de plus en plus dans le vagabondage et la drogue. Un matin, cependant, devant une pharmacie, dans un état de confusion, il parvient à apercevoir une dame portant un bracelet identique à celui qu'Aura portait. David tente de se remettre et suit la femme jusqu'à ce qu'elle entre dans son manoir. En entrant dans une pièce remplie de tissus blancs portant l'inscription « Nicolas », David est abattu par derrière et enfermé dans une cellule souterraine, où il retrouve Aura. Tous deux sont enchaînés et la jeune fille lui raconte qu'ils sont dans la maison de sa mère, qui n'est pas morte comme elle voulait le faire croire, mais qui est la meurtrière. C'était elle qui avait tué son mari le soir de pluie.
Alors que la mère visite la cellule, David demande pourquoi il y a tout ce sang. La mère explique alors que lorsqu'elle accouchait par une nuit d'orage dans la salle d'opération d'un hôpital, l'obstétricien a décapité accidentellement le nouveau-né après avoir été surpris par l'explosion d'une lampe à cause de l'orage. La mère a alors commencé à se venger de la même équipe médicale, qui avait tenté d'effacer cette atroce affaire de son esprit au moyen d'électrochocs. Une Adriana dérangée se prépare à tuer Aura et David, mais Gabriel, l'enfant voisin qui s'était entre-temps faufilé dans la maison, vole son garrot. Adriana brandit alors un tisonnier, mais elle est arrêtée par Gabriel, qui utilise le garrot pour la tuer. La police arrive ensuite, tandis que David réconforte une Aura hystérique.

## Fiche technique
- Titre original : Trauma
- Réalisation : Dario Argento
- Scenario : Franco Ferrini, Gianni Romoli, Dario Argento et T.E.D. Klein
- Photographie : Raffaele Mertes
- Montage : Bennett Goldberg
- Musique : Pino Donaggio
- Décors : Billy Jett
- Costumes : Leesa Evans
- Production : Dario Argento, Chris Beckman et David Pash
- Sociétés de production : Oversea Filmgroup, ADC Production
- Société de distribution : Penta Film
- Pays de production :  États-Unis et  Italie
- Langue originale : anglais américain
- Format : Couleurs
- Genre : Giallo
- Durée : 106 minutes
- Dates de sortie :
  - Italie : 12 mars 1993
  - États-Unis : 20 avril 1994 (vidéo)
  - France : 10 août 1994
- Classification :
  - France : Interdit aux moins de 16 ans

## Distribution
- Asia Argento : Aura Petrescu
- Christopher Rydell (en) : David Parsons
- Frederic Forrest (VF Jean-Pierre Moulin) : Dr Judd
- James Russo (VF Patrick Messe) : Capitaine Travis
- Piper Laurie : Mrs Petrescu
- Brad Dourif : Dr Lloyd
- Laura Johnson : Grace Harrington
- Dominique Serrand : Stefan Petrescu
- James Russo : Capitaine Travis
- David Chase : Sid Marigold
- Ira Belgrade : Arnie
- Hope Alexander-Willis : Linda Quirk
- Sharon Barr : Hilda Volkman
- Isabell O'Connor : Georgia Jackson
- Tommy Lentsch : le chauffeur de l'ambulance
- Cory Garvin : Gabriel Pickering
- Terry Perkins : Mme Pickering
- Jacqueline Kim (en) : Alice

## Production
Tourné du 3 août 1992 au 26 septembre 1992 dans le Minnesota à Minneapolis et dans ses environs (Hopkins et Irvine Park, Saint Paul), avec un budget de 7 millions de dollars, Trauma est la seconde des deux productions américaines du réalisateur Dario Argento après sa collaboration avec George Andrew Romero pour le film Deux yeux maléfiques en 1990. Adaptant le récit écrit par Gianni Romoli et Franco Ferrini, collaborateur de longue date d'Argento, Argento choisit l'écrivain américain T.E.D. Klein pour développer l'histoire.
L'expert en effets spéciaux Tom Savini, qui avait déjà travaillé sur Deux yeux maléfiques, a été recruté pour produire les nombreux effets sanglants et les prothèses du film. Savini a également créé l'arme principale du film, surnommée le « Noose-o-Matic » par l'équipe. Savini a conçu un certain nombre d'effets élaborés, mais ils ont été abandonnés lorsqu'Argento a décidé de minimiser le gore, sa marque de fabrique ; selon Savini, « c'est le suspense à fleur de peau qu'il recherchait ». Savini devait également apparaître dans une scène pré-générique finalement coupée au montage où son personnage devait être décapité dans un accident, un événement qui aurait déclenché la psychose du tueur.
Le personnage joué par Asia Argento, qui avait 17 ans lors du tournage, est inspiré de sa demi-sœur Anna (la fille de Daria Nicolodi issue d'un précédent mariage) qui souffrait en réalité d'anorexie. Anna est décédée dans un accident de scooter en 1994 peu après la sortie du film, mais on la voit dans le film pendant le générique de fin en train de danser au balcon.
Il avait été initialement prévu que le composition de la musique soit effectuée par le groupe de rock progressif Goblin, habituel collaborateur de Dario Argento, mais ce choix a été refusé par les producteurs américains qui voulaient quelque chose de plus convivial pour le public américain ; c'est donc la partition orchestrale de Pino Donaggio, célèbre pour ses compositions des films de Brian De Palma, qui a été utilisée. Dans le générique de fin, une chanson reggae est interprétée par Innocent Mafalingundi et son groupe Les Exodus. Elle est fondue dans la chanson de Donaggio Ruby Rain, chantée par Laura Evan sur des paroles de Paolo Steffan, qui apparaît également plus tôt dans le film.

## Exploitation
Trauma sort en Italie le 12 mars 1993, puis au Festival international du film de Vancouver le 2 octobre 1993 et à l'Université du Minnesota à Minneapolis le 29 octobre 1993.
Il est distribué dans les cinémas français par Metropolitan Filmexport le 10 août 1994.

### Accueil critique
L'accueil critique du film est plutôt tiède. Le magazine américain Time Out écrit que « Le premier film d'Argento soutenu par les États-Unis rend hommage à Psychose, mais il lui manque le talent d'Hitchcock pour diriger les acteurs : il n'y a pas une seule interprétation qui soit à peu près potable ». Pendant ce temps, Tiziano Sossi de Mymovies.it a déclaré que le scénario « contient des éléments psychologiques et réalistes très efficaces » et a qualifié certains mouvements de caméra de « magistraux ».